# Oscar Alemán
Oscar Marcelo Alemán (Machagai, 20 februari 1909 – Buenos Aires, 14 oktober 1980) was een Argentijnse jazz-gitarist.

## Beginjaren
Alemán kwam uit een gezin met zeven kinderen. Zijn moeder speelde piano en zijn vader gitaar. Met enkele kinderen speelde pa in een folk-groep en toen Oscar zes was ging hij meespelen in die groep, met een cavaquinho. Later verwisselde hij deze ukelele voor een gitaar. De groep, Moreira Sextet, speelde in Buenos Aires en toerde in Brazilië. Toen hij tien was overleed zijn moeder en besloot zijn vader dezelfde weg te volgen. Oscar was wees en ging nu geld verdienen in de straten van Santos, als danser en muzikant. Toen hij genoeg geld had, kocht hij een gitaar en ging als professioneel muzikant aan de slag. Hij ging samenspelen met de gitarist Gastón Bueno Lobo onder de naam Los Lobos en de twee trokken rond 1925 naar de hoofdstad, waar ze gingen werken bij de komiek Pablo Palitos en opnamen maakten voor de Argentijnse tak van Victor Records. In Buenos Aires sloot op zeker moment de violist Elvino Vardaro zich bij hen aan. Het nieuwe trio ging ook tango spelen en maakte opnames onder de naam 'Trio Victor'. De drie speelden met Agustín Magaldi, Carlos Gardel en Enrique Santos Discépolo.

## Europa
Eind jaren 1920 ging Aléman met een danser, Harry Fleming, naar Europa om op te treden. Toen de toer was afgelopen bleef de gitarist in Madrid hangen, waar hij als solist ging werken. Onder de indruk gekomen van de jazz van Eddie Lang en Joe Venuti trok hij begin jaren dertig naar Parijs. Hij werd hier in ongeveer 1931 aangenomen door Josephine Baker om leiding te geven aan haar band Baker Boys. De ster trad hiermee op in Café de Paris. De baan stelde Alemán in de gelegenheid samen te werken met Amerikaanse jazzmusici die kwamen meespelen met de band. In 1933 zag Duke Ellington hem spelen, waarop de bigband-leider hem vroeg mee te gaan op tournee in Amerika. Josephine Baker weigerde hem echter te laten gaan. In Parijs ontmoette hij gitarist Django Reinhardt, waarmee hij een vriendschap ontwikkelde. Ze speelden af en toe samen en soms verving Aléman Reinhardt als die ergens anders een optreden had. Hij speelde bij Swing Men from Harlem van Freddy Taylor (1933-1935) en maakte opnames met onder andere Taylor, Bill Coleman, Eddie Brunner (1938) en Danny Polo. Ook richtte hij ergens in dat decennium met gitarist Frank Goudie een eigen band op. Hij speelde hiermee 's avonds in Le Chantilly, niet ver van Hot Club de France, waar Django Reinhardt en violist Stephane Grappelli met hun groep werkten. In 1939 zag jazzcriticus en producer Leonard Feather Aléman spelen en de Amerikaan was zeer onder de indruk: "Aléman heeft meer swing dan welke gitarist ook op het continent", inclusief Django Reinhardt. De Argentijnse gitarist nam in 1938/1939 onder eigen naam acht nummers op.

## Oorlog en naoorlogse jaren
Door de oorlog was Aléman gedwongen terug te keren naar Argentinië. Hij trad hier met een swing-kwartet op en met een orkest van negen man, ook maakte hij hiermee opnames die uitkwamen op Odeon records. In 1959 doekte Alemán zijn orkest op en deed hij het rustiger aan. Af en toe trad hij nog wel op de radio en tv op, met het kwintet Cinco Caballeros. In 1972 nam hij, na een lange afwezigheid, een comeback-album op, gevolgd door enkele andere platen. Oude opnames werden opnieuw uitgebracht. De gitarist trad op en verscheen op de televisie. Ook ging hij lesgeven. Aléman was muzikaal actief (in Argentinië) tot aan zijn overlijden in 1980.
Aléman had een relatie met de actrice Carmen Vallejo. De twee kregen een kind, Selma Aléman.

## Stijl, techniek en gitaren
Alemán heeft geen formele muziekstudie gehad en kon geen muziekschrift lezen of noten op bladmuziek schrijven. De gitarist speelde met een thumbpick en zijn vingers. Hij bespeelde onder andere een D-hole Selmer Maccaferri en een resonatorgitaar ('National Style 1 tr-cone'). Volgens Scott Yanow speelde Alemán vrijwel op dezelfde manier als Reinhardt. Zoals eerder vermeld vond Leonard Feather Alemán veel beter.

## Discografie (selectie)
- Oscar Alemán Y Su Orquestra, Odeon Records, ?
- Ritmo Loco, Coleccion Musical/Odeon Records, 1971
- Alemán '72, Discos Redondel, 1972
- Oscar Alemán Con Jorge Anders Y Su Orquestra, Discos Redondel, 1973
- En Todos Los Ritmos, Discos Redondel, 1974
- Oscar Alemán, Impacto, 1981
- Grabaciones Recuperadas, Acqua Records, 2001
- Oscar Alemán Y los Caballeros, Orchard records, 2003
- Nada Más Que Ub Poquito de Swing, EMI, 2005